# سوپ گربه
سوپ گربه (به ژاپنی: ねこぢる草 Nekojiru-So)، انیمه ژاپنی کوتاهی به کارگردانی تاتسو ساتو است که در سال ۲۰۰۱ براساس اثری از مانگاکای ژاپنی، نکوجیرو ساخته شد. شخصیت اصلی داستان، بچه‌گربه‌ای است که برای نجات روح خواهر خود به سرزمین مردگان می‌رود. سوپ گربه در ۲۱ فوریه ۲۰۰۱ به صورت اووی‌ای در ژاپن منتشر شد و در آمریکا با مجوز سنترال پارک مدیا منتشر شد و در ۹ سپتامبر ۲۰۰۳ بر روی دی‌وی‌دی پخش شد.

## داستان
نیاکو (にゃーこ)، خواهر بزرگتر نیاتا (にゃっ太) در بستر بیماری در اتاقش خوابیده‌است. بر اثر اتفاقی، نیاتا به درون وان حمام می‌افتد و در آنجا می‌بیند که خدای مرگ دست خواهرش را می‌گیرد و با هم از خانه بیرون می‌روند. نیاتا به دنبال آن دو می‌رود و سعی می‌کند خواهرش را از دست جیزو رها سازد. در این بین خواهرش به دو قسمت شده، بخشی از روحش در دست خدای مرگ باقی می‌ماند و بخشی دیگر به دست برادر می‌افتد که با آن فرار می‌کند. خدای مرگ نشانه‌ای می‌فرستد که نیاتا با پیدا کردن گلی مخصوص، می‌تواند روح گمشده خواهر را به بدنش بازگرداند.
در همین حین پدر، نیاتا را از وان حمام بیرون می‌آورد و همه به اتاق خواهر می‌روند و درمی‌یابند که او درگذشته است. نیاتا قسمتی از روح نیاکو را که در دست دارد به بدن او نزدیک کرده و در آن قرار می‌دهد و نیاکو زنده می‌شود اما در حالتی خلسه‌مانند و خواب‌وار قرار دارد. مادر، آن دو را برای خریدن توفو به بیرون می‌فرستد و آن دو در مسیر خود به سیرک وال بزرگ می‌روند. نمایش آخر مربوط به پرنده‌ای است که از درونش آب‌وهواهای مختلف بیرون می‌جهد و باعث می‌شود که سیلی بزرگ همه چیز را در بربگیرد و بعد از فروکش کردن آب، نیاکو و نیاتا خود را در قایقی به همراه یک خوک بر روی دریا می‌بینند. پس از مدتی دریا خشک شده و به بیابان تبدیل می‌شود. نیاتا خوک را می‌زند و خوک دست او را قطع می‌کند که بعداً بدست یک بیابان‌نشین دوباره به بدن او دوخته می‌شود.
در بیابان در پی بوی غذا به خانه مردی می‌روند که آن‌ها را به درون دعوت کرده و بعد از دادن غذا به آن‌ها می‌خواهد با قیچی تکه‌تکه‌شان کند و در دیگ سوپ بیندازد. مرد را در دیگ می‌اندازند و فرار می‌کنند و پس از سرگردانی و بی‌آبی در بیابان با کندن زمین به فیلی که از آب ساخته شده می‌رسند. فیل کم‌کم بخار می‌شود و سپس خدای زمان، زمان را برایشان متوقف می‌کند و به دیدن صحنه‌های متوقف زمان می‌نشینند. سپس زمان دوباره شروع به حرکت کرده، آن‌ها خود را در قایق در میان دریا می‌بینند و سپس گل مخصوص را پیدا می‌کنند. نیاتا گل را بر صورت نیاکو می‌گذارد که باعث می‌شود او به حالت طبیعی برگردد و با هم به خانه برمی‌گردند.
در پایان، اعضای خانواده را می‌بینیم که در برابر تلویزیون در حال خوردن شام هستند. نیاتا بیرون می‌رود و در غیبتش اعضای خانواده تک‌تک ناپدید می‌شوند. تلویزیون هم از کار می‌افتد. وقتی نیاتا برمی‌گردد به دنبال خانواده‌اش می‌گردد. لامپ بیرون خانه خاموش می‌شود و همه جا را تاریک می‌کند. و کمی بعد خود فیلم هم قطع شده و خاموش می‌شود.

## جوایز
سوپ گربه جایزه عالی بخش انیمیشن جشنواره هنر رسانه‌ای ژاپن را در سال ۲۰۰۱ برد. جایزه بهترین فیلم کوتاه جشنواره فانتزی در سال ۲۰۰۱ و جایزه نقره‌ای انیمیشن نمایشگاه فیلم‌های کوتاه نیویورک را در سال ۲۰۰۳ از آن خود کرد.